# Tetracis definita
Tetracis definita là một loài bướm đêm trong họ Geometridae.